# Türk Tarih Kurumu
Die Türk Tarih Kurumu (TTK, deutsch: „Türkische historische Gesellschaft“) ist ein wissenschaftliches Forschungsinstitut der Republik Türkei mit den Forschungsgebieten türkische Geschichte und anatolische Archäologie. Das Institut wurde 1931 unter der Präsidentschaft von Mustafa Kemal Atatürk gegründet und in seinem Testament als Teil seines Nachlasses eingesetzt.

## Aufgaben und Geschichte
Auf Weisung des ersten türkischen Staatspräsidenten Mustafa Kemal Atatürk' am 15. April 1931 als „Türk Tarihi Tetkik Cemiyeti“ (deutsch: Forschungsgesellschaft für türkische Geschichte) gegründet, trägt die Forschungsgesellschaft seit dem 3. Oktober 1935 ihren heutigen Namen. Seit dem 11. August 1983 untersteht sie wie auch die Türk Dil Kurumu den in Artikel 134 der türkischen Verfassung festgeschriebenen Aufgaben.
Im Juli 1932 veranstaltete die TTK den ersten Türkischen Geschichtskongress. Ziel war es dort, ein neues Geschichtsbild und neue Methoden des Geschichtsunterrichts zu vermitteln. Seit dem zweiten Türkischen Geschichtskongress im September 1937 veranstaltet die TTK regelmäßig internationale Kongresse, zuletzt im September 2002. Seit 1937 gibt das Institut die vierteljährliche Zeitschrift Belleten heraus. Zurzeit (seit 2015) ist Refik Turan Direktor der TTK.

## Geschichtspolitik
Die Türk Tarih Kurumu beschäftigt sich mit vielen Themen der türkischen, osmanischen und vorosmanischen Geschichte der Region. Zu verschiedenen umstrittenen Themen (Türkisch-ungarische Geschichte, Türkisch-russische Geschichte) existieren internationale Historikerkommissionen. Eines der wichtigsten Forschungsgebiete ist der Völkermord an den Armeniern, der von der Türk Tarih Kurumu als nicht bewiesen angesehen wird.

## Kontroversen um die Leugnung des Völkermords an den Armeniern
Nachdem der ehemalige Leiter des Türk Tarih Kurumu, Yusuf Halaçoğlu, diese Haltung auch bei einem 2004 in Winterthur gehaltenen Vortrag vertreten hatte, wurde in der Folge von den Schweizer Behörden ein Verfahren wegen Volksverhetzung gegen ihn eröffnet; gemäß dem Schweizer Strafgesetzbuch (Artikel 261bis StGB) ist die Leugnung von Völkermord in der Schweiz strafbar, damit auch die Leugnung des Völkermords an den Armeniern. Daraufhin sagte der türkische Handelsminister eine Reise in die Schweiz ab, eine geplante Reise des Schweizer Wirtschaftsministers Joseph Deiss in die Türkei wurde im Mai 2005 ebenfalls abgesagt.
Ara Sarafian, armenischstämmiger Direktor des Londoner Gomidas Instituts, war einer der teilnehmenden Genozidverfechter am Istanbuler Symposium mit dem Titel „Neue Ansätze in den türkisch-armenischen Beziehungen“ im März 2006, bei dem er einen Vortrag zum Blauen Buch, das von Arnold J. Toynbee und James Bryce verfasst worden ist und die britische Hauptquelle zu den Vorgängen darstellt, und den Massakern in Harput aus den Berichten des amerikanischen Konsuls Leslie Davis hielt. Sarafian akzeptierte das von Halaçoğlu beim Symposium gemachte Angebot zur Zusammenarbeit. Am 20. Februar 2007 legte das Gomidas Institut einen ersten Projektvorschlag vor, auf den die TTK positiv antwortete. Das erste türkisch-armenische Projekt zur für beide Seiten ergebnisoffenen Völkermorduntersuchung sollte die von Sarafian vorgeschlagene Fallstudie zu den Ereignissen in Harput sein. Harput, heute Elazığ, gilt als einer der Hauptorte, an denen Massaker an Armeniern stattgefunden haben. Sarafian schlug Harput als Untersuchungsobjekt vor, da über diesen Ort genügend Archivmaterial außerhalb der Türkei existiert und Harput im Gegensatz zu Erzurum oder Van in weniger komplexe Kriegsereignisse wie z. B. russischer Besetzung eingebettet war. Die Zusammenarbeit zwischen der TTK und dem Gomidas Institut hatte den Vergleich zwischen ausländischem und osmanischem Archivmaterial zum Gegenstand. Ziel sollte die Ermittlung sein, inwiefern beide Ressourcen übereinstimmen und inwiefern sie sich widersprechen, ob beide Quellen Vorzüge haben oder beide Quellen fehlerhaft sind. Angestrebt war eine Reihe weiterer Fallstudien.
Es kam allerdings nicht zur gemeinsamen Untersuchung. Schon am 7. März 2007 sagte das Gomidas Institut den Plan ab. Sarafian gab als Grund an, Yusuf Halaçoğlu in einer Sendung auf CNN-Türk  gesehen zu haben, wie dieser gesagt habe, es gebe in den osmanischen Archiven keine nach Dörfern aufgeteilten Namenslisten der deportierten Armenier. Sarafian vermutete, es gebe Namenslisten der Deportierten, aber es gebe möglicherweise keine entsprechenden Namenslisten für das per Dekret vom 10. Juni 1915 bestehende Wiederansiedlungsprogramm der Deportierten, das auch die Ausgleichszahlungen für das liquidierte Eigentum der Deportierten in ihrer neuen Heimat regelte. Halaçoğlu redete vom „zu groß gewordenen Druck der armenischen Diaspora auf Ara Sarafian“. Die türkisch-armenische Zeitung Agos hatte berichtet, dass die armenische Diaspora sehr verärgert über Sarafians Vorhaben sei. Halaçoğlu gab weiter an, eine große Gelegenheit für Türken und Armenier sei verpasst worden.
Yusuf Halaçoğlu musste im Juli 2007 aufgrund umstrittener Angaben über die ethnische Herkunft der kurdischen Aleviten von der Leitung des Türk Tarih Kurumu zurücktreten.

## Vorsitzende
1. M. Tevfik Bıyıklığolu (April 1931 – April 1932)
2. Yusuf Akçura (April 1932 – März 1935)
3. Hasan Cemil Çambel (März 1935 – Dezember 1941)
4. Şemsettin Günaltay (Dezember 1941 – Oktober 1961)
5. Şevket Aziz Kansu (April 1962 – April 1973)
6. Enver Ziya Karal (April 1973 – Januar 1982)
7. Sedat Alp (April 1982 – Oktober 1983)
8. Yaşar Yücel (Oktober 1983 – März 1992)
9. Yusuf Halaçoğlu (März 1992 – 23. Juli 2008)
10. Ali Birinci (August 2008 – 13. September 2011)
11. Bahaeddin Yediyıldız (Kommissarisch; 14. September 2011 – 25. Juni 2012)
12. Mehmet Metin Hülagü (26. Juni 2012 – 23. Juni 2014)
13. Mehmet Ali Beyhan (Kommissarisch; 24. Juni 2014 – 5. März 2015)
14. Refik Turan (seit dem 6. März 2015)